# Ben-Halls-Gap-Nationalpark
Der Ben-Halls-Gap-Nationalpark ist ein Nationalpark im Osten des australischen Bundesstaates New South Wales, 250 Kilometer nördlich von Sydney und rund 50 Kilometer westlich von Quirindi.
Der Nationalpark liegt auf der Great Dividing Range nördlich des Gulph Mountain am Übergang der Liverpool Range zur Mount Royal-Range. Er ist bekannt wegen seines großen Bestandes an Eukalyptus-Primärwald, der nicht durch Viehhaltung geschädigt wurde. Der Park unmittelbar westlich der Quelle des Peel River ist nicht durch Straßen erschlossen und besitzt keine Einrichtungen für Besucher. Der Besuch dieses Parks ist nur zu wissenschaftlichen oder erzieherischen Zwecken gestattet und bedarf der Genehmigung durch die Nationalparkverwaltung.
Der Name erinnert an Ben Hall sen., den Vater des im Gebiet der Weddin Mountains als Räuberhauptmann tätigen Ben Hall. Die Familie lebte nach ihrer Einwanderung aus Europa zunächst in der Gegend des Hunter Valley.